# Ганеш Шанкар Видьярти
Ганеш Шанкар Видьярти (англ. Ganesh Shankar Vidyarthi; хинди ਗਣੇਸ਼ ਸ਼ੰਕਰ ਵਿਦਿਆਰਥੀ; 26 октября 1890, Аллахабад, Северо-Западные провинции, Британская Индия — 25 марта 1931, Канпур) — индийский журналист, редактор, политик, один из лидеров Индийского национального конгресса, активист движения за независимость Индии от Британского колониализма.
Видная фигура Движения несотрудничества и Индийского национально-освободительного движения.
Перевёл роман Виктора Гюго «Девяносто третий год». Наиболее известен как основатель и редактор газеты на языке хинди Pratap.

## Память
- В его честь назван Мемориал Ганеша Шанкара Видьярти Медицинского колледжа в Канпуре.
- В его честь названа площадь в центре города Горакхпур и несколько индийских колледжей.